# Manfred Bülow
Manfred Bülow (* 12. Januar 1952 in Lübeck) ist ein ehemaliger deutscher Handballschiedsrichter.

## Karriere
Bülow spielte beim Verein TuS Lübeck 93, mit dem der Linksaußenspieler im Jahr 1978 die Oberligameisterschaft gewann. Nachdem dem Verein aufgrund Mangel an Schiedsrichter eine Geldstrafe gedroht hatte, besuchte er einen Schiedsrichterlehrgang.
Bülow leitete ab dem Jahr 1973 Handballspiele als Schiedsrichter. Ab dem Jahr 1983 gehörte er mit seinem damaligen Gespannspartner Wilfried Lübker dem Schiedsrichterkader des Deutschen Handballbundes an und ab dem Jahr 1989 dem Schiedsrichterkader der Internationalen Handballföderation. 2001 schieden beide aus Altersgründen aus den nationalen und internationalen Schiedsrichterkader aus. Beide waren bei zwölf Weltmeisterschaften, 230 Länderspielen, 58 Europapokalspielen sowie ungefähr 400 Partien in der Bundesliga und DHB-Pokal im Einsatz. Unter anderem pfiffen sie die Finalspiele bei der Frauen-Weltmeisterschaft 1997 und der Männer-Weltmeisterschaft 1999. Ab 2001 war er auf regionaler Ebene aktiv. Am 5. Mai 2024 war er letztmals als Schiedsrichter tätig.
Bülow war bis zum Jahr 2001 als Schiedsrichter-Lehrwart beim Deutschen Handballbund tätig.